# Gerhard Schütze
Gerhard Schütze (* 10. März 1897 in Neugattersleben; † 24. Februar 1951 in Karlsruhe) war ein deutscher Rechtsanwalt und Nachkriegspolitiker der CDU in der Sowjetischen Besatzungszone (SBZ). Er war ein Mann des Widerstands gegen den Nationalsozialismus und die SED-Diktatur. Er war von 1946 bis 1949 Abgeordneter des Brandenburgischen Landtags.

## Leben

### Ausbildung und Beruf
Gerhard Schütze studierte nach seinem Abitur Rechtswissenschaften und promovierte zum Dr. jur. Ab 1931 ließ er sich als Rechtsanwalt und Notar in Brandenburg an der Havel nieder.

### Politik
Im September 1943 wurde er von der geheimen Staatspolizei in Potsdam verhaftet und – ohne ein Gerichtsverfahren – im Konzentrationslager Sachsenhausen festgehalten. Nach geglückter Errettung vom Todesmarsch aus dem KZ im April 1945 kam er nach Brandenburg zurück. 
Dort gehörte er mit zu den Gründern der CDU Brandenburg. Er war Vorsitzender der örtlichen Parteigruppe und erster Kreisvorsitzender sowie ab April 1946 bis März 1949 einer der stellvertretenden Landesvorsitzenden der CDU in Brandenburg. Bei der 1. Landtagswahl in der SBZ 1946 wurde er für die CDU in den Landtag von Brandenburg gewählt. Im Landtag war er Fraktionsvorsitzender seiner Partei. Nach dem Unfalltod von Dr. Wilhelm Wolf wurde er am 9. Juni 1948 zum Vizepräsidenten des Brandenburgischen Landtags gewählt. 1948/49 begann auf Druck der Sowjetischen Militär-Administration eine Öffentlichkeitsarbeit für die 2. Landtagswahl in der SBZ. Danach sollten sich die politischen Parteien in einer Einheitsliste zur Wahl stellen, um damit die Vorherrschaft der SED abzusichern. Seine Zustimmungsverweigerung dazu löste nach seiner Erkrankung massiven Druck auf ihn aus, seine politischen Mandate niederzulegen. Diese Entwicklung war der Anlass für die Flucht aus der SBZ im März 1949.